# Nuevo Mester de Juglaría
Nuevo Mester de Juglaría es un grupo de folclore castellano de la provincia de Segovia, España. 
Comenzaron su carrera musical en el año 1969, siendo uno de los grupos españoles que más tiempo llevan en activo, con un total de veintiocho discos, dos libros y numerosos conciertos a lo largo de todo el mundo.
Dentro de su carrera, que ha sido reconocida con numerosos premios por parte de asociaciones folcloristas y organizaciones diversas, cabe destacar su concierto en la Expo 92 de Sevilla, así como los realizados en los años 90 en la Plaza Mayor de Madrid, con motivo de las fiestas de San Isidro, amén de otros en participaciones en festivales internacionales de música folk, en lugares como México e Italia.

## Historia

### Comienzos
La historia del Nuevo Mester de Juglaría comenzó el 16 de noviembre de 1969, cuando el grupo, por aquel entonces llamado Clan 5, participó en un Festival de Nuevos Valores de la música folk, en Madrid. El Clan 5 estaba formado en ese momento por Luis Martín, Rafael San Frutos, Fernando Ortiz, Marián Nieto y Milagros Olmos, y ganó el festival gracias a la canción del "Romance del Conde Lara".
La primera actuación en la radio del grupo llegó de la mano de Juan Pedro Aguilar, en el programa "Hombres dos mil", de la Cadena COPE. Juan Pedro Aguilar, se mostraba reticente a llamar al grupo como Clan 5, y hablando con Luis, comentó que lo que el Clan 5 hacía, se parecía a un nuevo mester de juglaría. A partir de ese momento, el Clan 5 pasó a llamarse Nuevo Mester de Juglaría.
El Mester adquirió un compromiso con la Cadena COPE, y la necesidad de ensayar fue en aumento. Pronto se vio la urgente necesidad de una persona que tocara el bajo. El elegido fue Francisco García, más conocido como Paco o Paco Mester, un viejo amigo del grupo que acudía siempre a los ensayos.

### Primera grabación
El Mester realizó su primera actuación seria el 4 de enero de 1970 en Logroño, en la fiesta de año nuevo del Círculo Logroñés. El grupo compartió escenario con Julio Iglesias, que por aquel entonces acababa de ganar el Festival Internacional de la Canción de Benidorm. Estaba previsto que el Mester tocara cuatro canciones en aquel escenario, pero Julio Iglesias no aparecía por ninguna parte, y el grupo tocó al final un total de seis. Al día siguiente, el Mester regresó a Segovia con su primera crítica de prensa bajo el brazo.
Por aquel entonces no había prácticamente ninguna semana sin una actuación del Mester en la universitaria madrileña, el folk estaba de moda, y eran frecuentes los recitales musicales de este género musical en las salas de Madrid. Una de estas salas, llamada Patio de Reyes, convocó un concurso llamado Patio Folk. En el jurado se encontraban periodistas influyentes, bajistas, productores discográficos y gente del mundo del espectáculo. Entre ellos se encontraba el cantante Alfredo Garrido, que además era el director musical de Fonogram.
Acudieron un total de 80 grupos al concurso Patio Folk, que fueron cayendo a base de eliminatorias, para finalmente quedar únicamente cuatro grupos, entre los que estaba el Nuevo Mester de Juglaría. Alfredo Garrido, el director de Fonogram, escogió al sexteto segoviano para su casa, y a partir de ese momento, y en los veintitrés años siguientes, los discos del Mester llevarían el sello de Philips. El primero de ellos, comenzó a ser grabado una semana después, tras firmar el contrato, siendo titulado Romances y Canciones Populares.

### A la búsqueda de canciones
Con el contrato musical bajo el brazo, el grupo comenzó a realizar tareas etnomusicólogas por todos los pueblos de Castilla. El referente de la música popular, por aquel entonces era Joaquín Díaz, que con sus dos discos había marcado un hito en el folk español.
La primera canción recogida por el grupo, en la localidad segoviana de Aldeonsancho (Pedanía de Cantalejo), fue cantada por la abuela de Paco, y titulada como Jota de los Pollos, para ser grabada posteriormente en 1980.
Durante estas recogidas de canciones, era frecuente ver a algún miembro del grupo con una casete y una grabadora en la mano junto a un equipo periodístico, recogiendo instantáneas o vídeos de algún miembro del Mester grabando canciones como mayos o jotas. El Mester, debe todo lo que es, a esas personas que desinteresadamente cantaron esas canciones para que el grupo las recogiera. Durante todo este periodo, es innegable la influencia que ofrece Agapito Marazuela sobre el grupo.

### De seis a siete integrantes

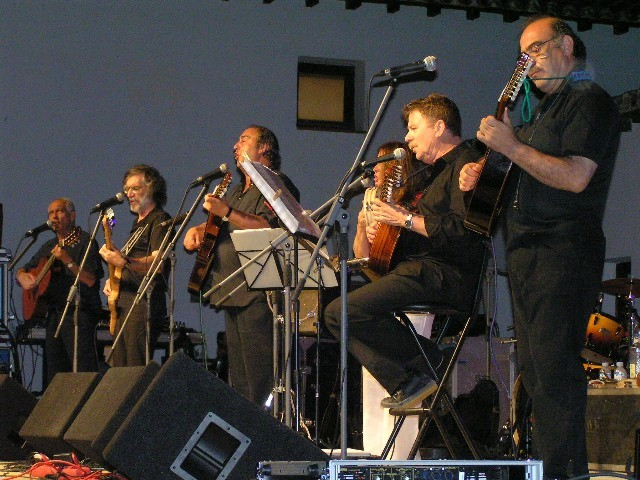
Nuevo Mester de Juglaría en Esquivias.

En 1977, Fernando hubo de acudir al servicio militar y el grupo se vio con la necesidad de buscar un nuevo integrante que supliera la ausencia de Fernando. El elegido fue Javier Castro, que ya había formado parte junto a Pedro Piqueras de un grupo llamado Carcoma.
Fernando se licenció del ejército, y el grupo decidió continuar con Javier, pasando a un total de siete integrantes.

### La noche de la Constitución
Cabe destacar su participación en la noche del 6 de diciembre de 1978, a esperas del recuento de los votos emitidos en el referéndum sobre la Constitución, junto al grupo onubense Jarcha en un programa especial de RNE que duró prácticamente toda la noche.

## Reconocimientos
En 2019 el Ayuntamiento de Segovia reconoció al grupo como «alma y memoria sentimental de Segovia y Castilla», nombrando hijos predilectos a sus miembros y a Llanos Monreal hija adoptiva, por ser natural de Albacete.

## Miembros

### Miembros actuales
El Nuevo Mester está compuesto actualmente por cinco músicos, a merced de otros tres que también lo son de manera estable.
Son los siguientes: 
- Llanos Monreal: voz, percusión, guitarra y flauta.
- Fernando Ortiz: voz, dulzaina, guitarra, flautas, requinto y saxofón.
- Rafael San Frutos: voz, guitarra, teclado y dulzaina.
- Francisco García: voz, bajo y contrabajo.
- Luis Martín: voz, [bandurria y laúd.

Los actuales músicos acompañantes son:
- Jesús Martín: voz, guitarra y laúd.
- Álvaro Mendía: Teclados.
- Rodrigo Muñoz: Batería y percusiones

### Otros miembros
A lo largo de las casi cinco décadas que el Mester lleva en activo, ha habido otros componentes en el grupo. Han sido dos:
- Milagros Olmos: voz.
- Javier Castro voz.

## Discografía
El grupo cuenta con un total de veintiocho discos, editados por dos discográficas a lo largo de su historia.
| Año  | Título                                    | Discográfica | Comentarios |
| ---- | ----------------------------------------- | ------------ | --- |
| 1971 | Romances y canciones populares            | Fonogram     | Grabado en directo |
| 1972 | Levántate, niña                           | Fonogram     | Único sencillo del grupo, con Eres nogal, roble y pino                                                                                        |
| 1973 | Romances y canciones populares (vol. II)  | Fonogram     | arreglos de Manuel Gas |
| 1974 | Romances y canciones populares (vol. III) | Fonogram     | con La jota de Chatún |
| 1975 | Romance de «El Pernales»                  | Fonogram     | incluye el Canto de segadores |
| 1975 | Segovia viva                              | Fonogram     | material fonográfico de Agapito Marazuela y otros                                                                                             |
| 1976 | Los Comuneros                             | Fonogram     | relata lo acontecido en Castilla durante la Guerra de las Comunidades de Castilla                                                             |
| 1977 | Párate y te contaré                       | Fonogram     | dedicado a la sociología religiosa |
| 1978 | 10 años de canción tradicional            | Fonogram     | en directo con doce canciones clásicas y doce nuevas                                                                                          |
| 1980 | Contentos estamos                         | Fonogram     | con el romance La loba parda |
| 1982 | A bombo y platillo                        | Fonogram     | con el Romance del soldado |
| 1984 | El día de la función                      | Fonogram     | con piezas del cancionero popular de Agapito Marazuela                                                                                        |
| 1984 | Recopilatorio 2                           | Fonogram     | incluye todas las canciones editadas desde 1977 hasta 1984                                                                                    |
| 1986 | Coplas del tío Sidín                      | Fonogram     | aún inédito en CD, incluye la Jota del Mester                                                                                                 |
| 1988 | Para bailar                               | Fonogram     | dirigido a la infancia y dirigido por Javier Iturralde                                                                                        |
| 1990 | La voz del vino                           | Fonogram     | monográfico sobre el vino |
| 1992 | Plaza Mayor                               | Fonogram     | incluye De paloteos y una pieza original dedicada a Perico Delgado                                                                            |
| 1994 | 25 Aniversario                            | Fonogram     | doble recopilatorio con las mejores canciones, algunas de ellas regrabadas                                                                    |
| 1996 | Todos en un cantar                        | Fonogram     | disco en el que participa el grupo y amigos del mismo                                                                                         |
| 1998 | Del Romancero segoviano                   | Fonogram     | romances de la provincia de Segovia editados con la colaboración de la Diputación provincial                                                  |
| 2001 | A ti, querido cochino                     | Universal    | monográfico sobre el cerdo con letra de Ignacio Sanz                                                                                          |
| 2003 | El Romancero III                          | Universal    | recopilación de romances de discos anteriores                                                                                                 |
| 2004 | Los Comuneros 25 años después             | Universal    | versión extendida y en directo del disco grabado en 1976                                                                                      |
| 2006 | Recopilatorio Universal                   | Universal    | que incluye La voz del vino, Todos en un cantar y Para bailar                                                                                 |
| 2007 | Todo Duero                                | Universal    | monográfico sobre el Duero |
| 2009 | Titirimundi                               | Universal    | monográfico sobre el festival de Títeres de Segovia, con textos de Ignacio Sanz                                                               |
| 2017 | Gabarrerías                               |              | monográfico sobre los gabarreros de El Espinar y la sierra de Guadarrama, con textos de Emilio Miguel López Laorga y Juan Andrés Sáiz Garrido |